# Juan Trejos Quirós
Juan Trejos Quirós (San José, 1884 - 1970) fue un escritor y pensador costarricense, integrante de la Academia Costarricense de la Lengua.

## Formación académica
Cursó estudios en la Facultad de Filosofía y Letras de la Universidad de Costa Rica.

## Principales obras publicadas
Trejos Quirós fue autor de una importante serie de obras de variada temática, entre la cual figuran tanto textos didácticos como ensayos filosóficos. Entre estas obras cabe mencionar Resumen de psicología, Silabario josefino, Lecturas primeras de la infancia, Geografía ilustrada de Costa Rica, Cuestiones de Psicología Racional, Principios de la Economía Política, La doctrina del eterno retorno y los avances de la ciencia, Temas de nuestro tiempo.

## Actividades públicas y privadas
Fue miembro de la Asamblea Constituyente de 1949, en la cual representó a la provincia de San José y tuvo algunas participaciones importantes. Sin embargo, por lo general se mantuvo apartado de la política y dedicó sus empeños prioritarios a las labores académicas y a una empresa familiar de artes gráficas y librería en San José.
Ingresó a la Academia Costarricense de la Lengua en 1970 (silla E). 
Su hijo José Joaquín Trejos fue presidente de la República (1966-1970).